# Jelle Posthuma
Jelle Posthuma (* 20. April 1990) ist ein niederländischer Straßenradrennfahrer.
Jelle Posthuma wurde 2008 bei dem Juniorenrennen GP Rüebliland Zweiter auf dem ersten Teilstück und belegte somit auch den zweiten Platz in der Gesamtwertung. Seit 2009 fährt er für das niederländische Cycling Team Jo Piels, das eine UCI-Lizenz als Continental Team hat. Bei der Tour de Berlin konnte er die zweite Etappe in Rudow für sich entscheiden.
Jelle Posthuma ist ein Vetter von Joost Posthuma, der bei der niederländischen ProTour-Mannschaft Rabobank fährt.

## Erfolge
2009
- eine Etappe Tour de Berlin

## Teams
- 2009 Cycling Team Jo Piels
- 2010 Cycling Team Jo Piels
- 2011 Cycling Team Jo Piels